# Synagogue de la Rykestraße
La synagogue de la Rykestraße est la plus grande synagogue d'Allemagne. Elle est située dans le quartier de Prenzlauer Berg à Berlin. Après un an de travaux pour lui redonner son lustre d'avant-guerre, elle a été réinaugurée le 31 août 2007.

## Histoire

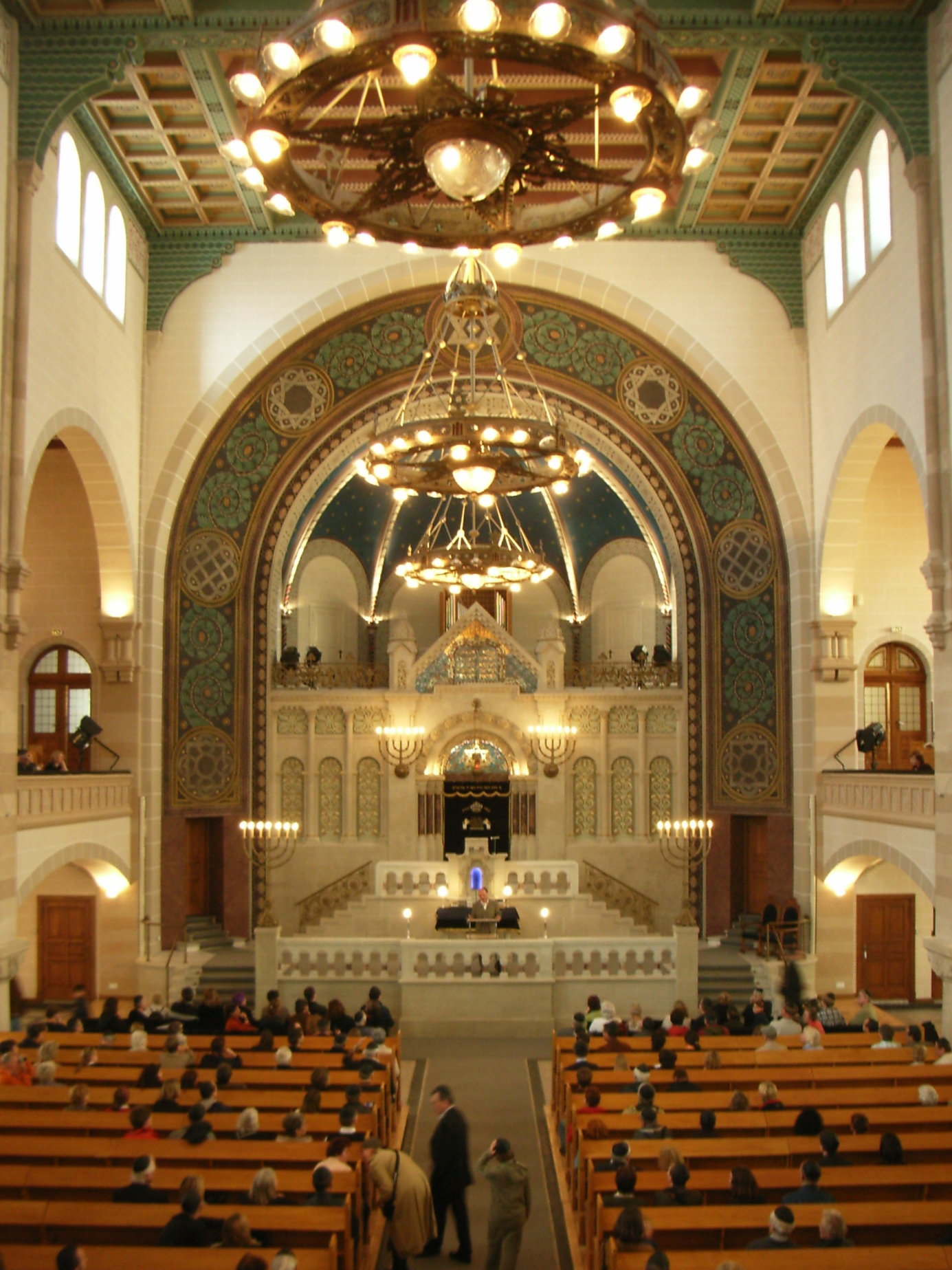

Construite en 1904, la synagogue de la Rykestraße est un grand bâtiment en brique de style néo-roman pouvant alors accueillir 2000 fidèles. 
Elle fut dévastée par les nazis, qui l'incendièrent lors de la nuit de Cristal, le 9 novembre 1938. Comme elle se trouvait dans un quartier densément construit, le feu fut rapidement éteint par les pompiers. Le bâtiment fut alors utilisé comme écurie puis comme entrepôt. 
En 1945, elle redevient un lieu de culte pour la petite communauté israélite de Berlin mais située à Berlin-Est, elle est laissée à l'abandon par le régime communiste de RDA, n'étant ni restaurée, ni entretenue. 
Rénovée durant les années 2000, la synagogue fut inaugurée lors d'une cérémonie le 31 août 2007, en présence de nombreux officiels allemands. Le rabbin Leo Trepp, âgé de 95 ans, qui avait officié dans ce lieu jusqu'en 1936, y prononça un discours.
Aujourd'hui, la communauté israélite de Berlin est composée de 12 000 personnes disposant de huit synagogues.

## Source
- (en) Cet article est partiellement ou en totalité issu de l’article de Wikipédia en anglais intitulé « Rykestrasse Synagogue » (voir la liste des auteurs).
- "Berlin :Retour à la synagogue", L'Express, 20 décembre 2007